# André Martins (futbolista nacido en 1989)
André Filipe Franco Martins (Odivelas, Portugal, 12 de octubre de 1989) es un futbolista portugués que juega de portero para el Clube Atlético Pêro Pinheiro.

## Biografía
Nacido en Odivelas, Distrito de Lisboa, Martins jugó en su etapa juvenil en varios clubes locales de la ciudad, incluido el Sporting Clube de Portugal. Debutó en las ligas inferiores de su país jugando para el Casa Pia A.C. en 2008.
En junio de 2013, Martins firmó por el club de la S. League Tampines Rovers FC del Real SC. Tras una lesión y proclamarse campeón de la liga singapurense, retorna a la II Divisão para fichar por el SU Sintrense.